# Warrnambool
Warrnambool je přístavní město v Austrálii, ve státě Victoria. V roce 2007 v něm žilo 33 tisíc obyvatel.

## Historie
Jméno Warrnambool pochází z austrálských označení pro blízký vulkán. První historicky doložené pozorování místa pochází od francouzského cestovatele Nicholase Baudina z roku 1802. V 19. století byla často navštěvována lovci velryb. První trvalé osídlení Evropany pochází ze 40. let 19. století. Osada byla založena v roce 1846, poštovní úřad byl otevřen 1. ledna 1849.
Za zlaté horečky ve státě Victoria se stal Warrnambool významným přístavem. Městem se stal v roce 1918.

## Kultura a společnost
Pravidelnými každoročními akcemi jsou dětský festival Fun4Kids (na přelomu června a července) a komunitní festival Wunta (únor).

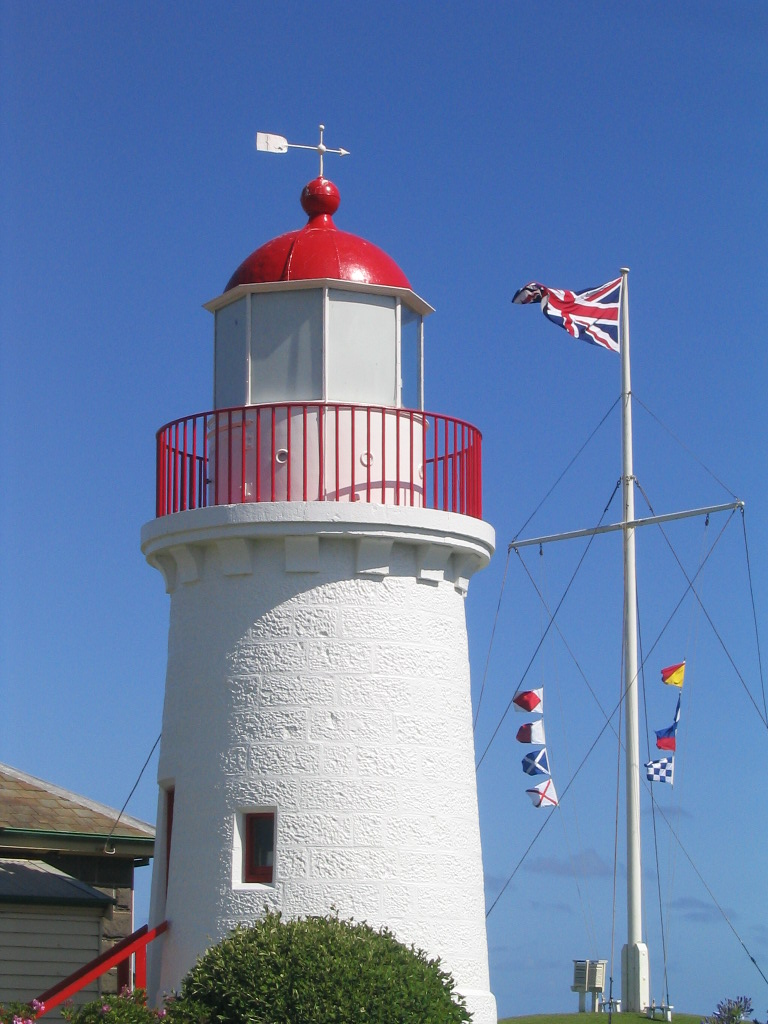
Maják v Lady Bay

Ve městě se nachází Námořnické muzeum na Flagstaff Hill, kde je také skanzen Flagstaff Hill Maritime Village. Chráněnou památkou je také majákový komplex v Lady Bay. Vlajkový stožár se na tomto místě nacházel už od roku 1848 a současný maják je zde od roku 1878.
Ve městě každoročně končí cyklistický závod Melbourne to Warrnambool Classic. Jelikož se koná v říjnu již od roku 1895, jde o druhý nejstarší cyklistický závod na světě.
Místní dostihový klub Warrnambool Racing Club pořádá dvacítku dostihových mítinků ročně včetně Velké výroční steeplechase přes 33 překážek vždy v květnu.
Na zdejší střední škole studoval nositel Nobelovy ceny za fyziologii a medicínu pro rok 1963 John Carew Eccles.
V roce 2001 se ve městě založila slavná rocková skupina Airbourne.